# Клюк Ганна Іллівна
Ганна Іллівна Клюк (нар. 1906 — ?) — українська радянська діячка, доярка колгоспу імені Леніна (потім — радгоспу «Винниківський») Винниківського (Пустомитівського) району Львівської області. Герой Соціалістичної Праці (26.02.1958). Депутат Львівської обласної ради депутатів трудящих 5—6-го скликань (1955—1959 роки).

## Біографія
Народилася в селянській родині. Працювала в сільському господарстві.
З кінця 1940-х років — доярка колгоспу імені Леніна (потім — радгоспу «Винниківський») села Чишки Винниківського (потім — Пустомитівського) району Львівської області.
26 лютого 1958 року отримала звання Героя Соціалістичної Праці з врученням ордена Леніна і золотої медалі «Серп і молот» за високі досягнення в тваринництві. У 1955 році від кожної з восьми закріплених за нею корів надоїла по 6.180 кілограмів молока.
Потім — на пенсії в селі Чишки Пустомитівського району Львівської області.

## Нагороди
- Герой Соціалістичної Праці (26.02.1958)
- орден Леніна (26.02.1958)
- орден Жовтневої Революції
- медалі